# 加茂湖
加茂湖（かもこ）は、新潟県佐渡市（佐渡島）にある汽水湖で、日本百景の一つである。新潟県で最大の湖沼であり、また日本の離島の中でも最大の湖沼である。

## 概要

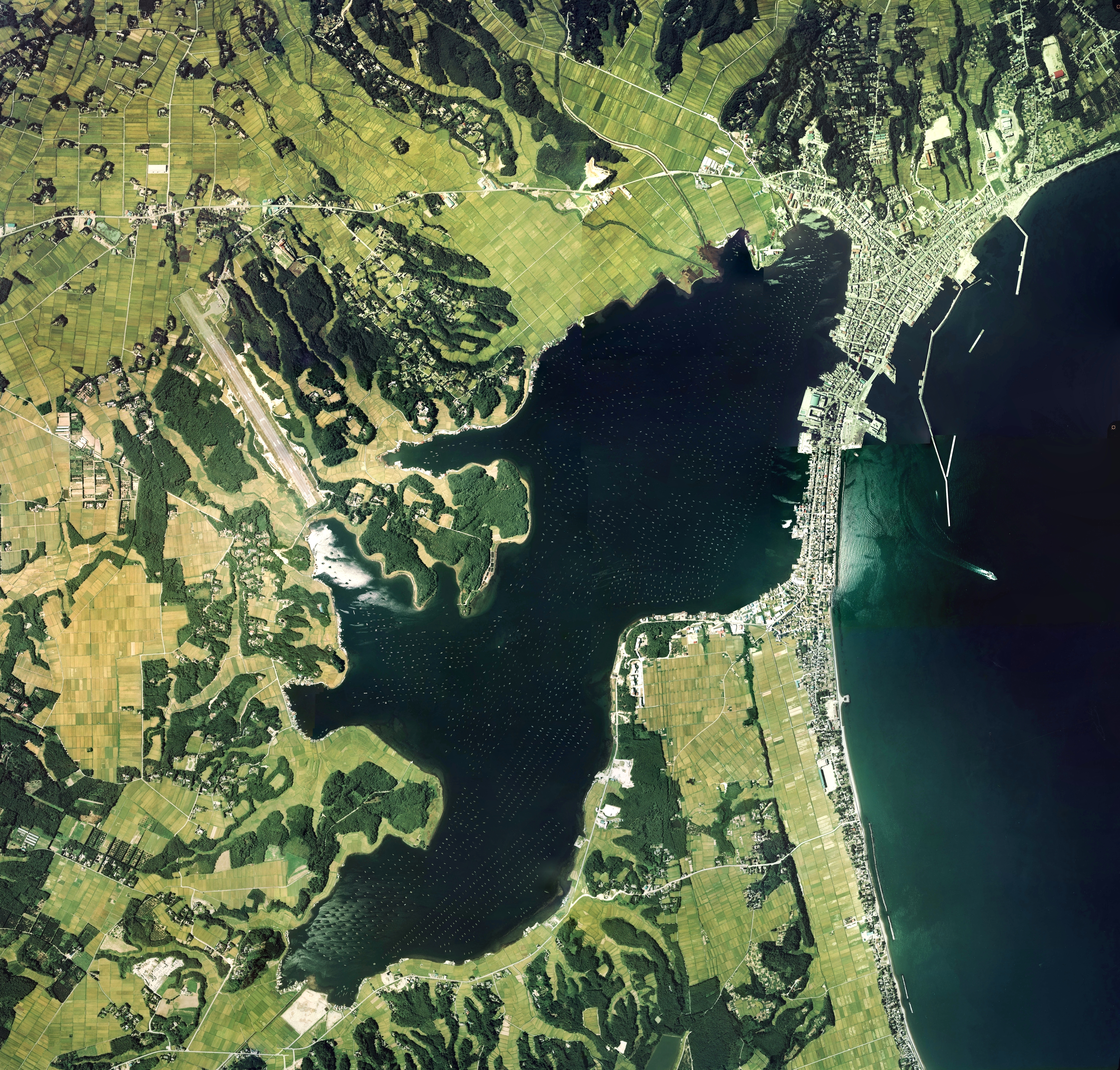
加茂湖周辺の空中写真。
港町である両津の市街地は、加茂湖と日本海の間の砂州上に形成されている（写真参照）。
この画像は上方が北北西方角である。1976年撮影の16枚を合成作成。。

国中平野の北東部に位置し、佐渡市の両津地区（旧・両津市）と新穂地区（旧・新穂村）にまたがる。面積は4.85 km2で、全国第46位の大きさである。昭和初期からカキの養殖が盛んである。
両津湾とは砂州で隔てられた海跡湖であるが、1897年（明治30年）に水害が発生したため、人工的に開削されて海水が湖に流入するようになった。環境庁が定めた日本の閉鎖性海域の一つである。海とをつなぐ水道は深さ4m、幅30mで、最大速度で6時間に流入する水量は湖水量の約10分の1にあたり湖水はほぼ海水である。
観光開発が行われており、シーカヤックやサイクリングなどのアクティビティがあるほか、湖畔には湖を眺められるカフェやホテル、展望台などが立地する。1992年（平成4年）には、遊覧船「湖姫」が就航した。
2021年（令和3年）には、湖畔に起業拠点「REBIRTH佐渡ワーケーションプレイス」がオープンした。
2022年（令和4年）には加茂湖と両津湾の接合部分付近、「あいぽーと佐渡」向かい側にサンフロンティア佐渡株式会社により佐渡島内におけるアウトドアサービスの総合拠点として「佐渡アウトドアベース」がオープンした。

## 地理
- 湖岸長: 17km[10]
- 面積: 4.85km2[3]
- 湾口幅: 0.03km
- 湾内最大水深:8.7m
- 湾口最大水深:5.5m
- 閉鎖度指標:117.31